# Stato avanzamento lavori (documento)
Lo stato avanzamento lavori (comunemente abbreviato come SAL) è il documento che attesta l'avvenuta esecuzione di una certa quantità di lavoro di qualsiasi tipo e di qualsiasi misura, al fine di poter calcolare l'importo che il committente del lavoro deve pagare all'azienda commissionata per lo svolgimento del compito.
È un documento tipico nelle cosiddette gestioni per commessa e per progetto nonché nella realizzazione di opere e lavori in ambito pubblico e/o edilizio/impiantistico o comunque beni o servizi in appalto.

## Contenuto
Il documento è abitualmente composto da:
- copertina, in cui è scritto il nome del committente, il nome dell'azienda esecutrice, l'oggetto del contratto (eventualmente il riferimento alla commessa o progetto), il luogo d'esecuzione dei lavori e la data di redazione del SAL;
- libretto delle misure, in cui sono descritti i lavori svolti, con le relative unità di misura e quantità, per finire luogo d'esecuzione dei lavori e la data di redazione SAL.

In calce al libretto misure e al certificato, pongono la firma il redattore del SAL, il responsabile di commessa.

## Procedura
Il direttore dei lavori una volta eseguite (o fatte eseguire dai propri collaboratori) le misure delle opere realmente realizzate in cantiere, redatti il libretto delle misure, il registro di contabilità e il sommario del registro di contabilità (compresa la contabilità di cantiere), può redigere il documento di stato di avanzamento lavori ed emettere il relativo certificato di pagamento da lui stesso vidimato e firmato. Questo adempimento permette al fornitore di emettere fattura al committente (la quale fattura deve riportare sia il N° SAL relativo nonché il riferimento al certificato di pagamento). Il SAL si esegue anche quando i lavori sono quantificati (e pagati) "a corpo" e non "a misura": in questi casi, il contratto stabilisce le scadenze dei pagamenti in funzione di qualche criterio (temporale, ammontare, ecc. comunque sempre con riferimento ad una percentuale di avanzamento del lavoro). Invece, in lavori "in economia", per definizione, non esiste il concetto di SAL in quanto si opera "a consuntivo" ovvero si contabilizzano le ore uomo totali effettuate (si paga in base alla "quantità di lavoro" effettuato, a prescindere dall'avanzamento dell'opera).
Il certificato di pagamento autorizza l'emissione della fattura e consente all'amministrazione del committente di procedere al pagamento, ma di per sé non comporta automaticamente il pagamento della fattura nei termini contrattualmente convenuti. Questo perché la funzione tesoreria/amministrazione (ufficio contabilità fornitori) è sempre autonoma rispetto alla direzione tecnica.
A volte, per traslazione, si intende come SAL la sola percentuale di avanzamento, ovvero la quantificazione sintetica di tipo tecnico-contabile (ad esempio: lavori di commessa al 35% di SAL).